# 二朱金
二朱金（にしゅきん）とは、江戸時代に流通した金貨の一種。
金座および幕府関連資料に見られる正式名称は二朱判（にしゅばん）であり、「判」は金貨特有の呼称・美称であった。『金銀図録』および『大日本貨幣史』などの古銭書には二朱判金（にしゅばんきん）と記載しており、貨幣収集界ではこの名称もしばしば用いられる。

## 概要
形状は長方形短冊状。 表面には、上部に扇枠に五三の桐紋、下部に「二朱」の文字が刻印されている。 裏面には「光次」の署名と花押が刻印されている。また、最初に鋳造された元禄二朱判には、裏面右上部に鋳造時期を示す年代印「元」が刻印されている。
額面は2朱。その貨幣価値は1/8両に相当し、また1/2分に相当する。 一朱判、二分判とともに、小判、一分判に対し一両あたりの含有金量が低く抑えられた小判に対する臨時貨幣と云うべきものであり、補助貨幣的な性格の定位貨幣であった。 
元禄10年（1697年）に初めて発行されたが、宝永7年（1710年）の乾字金の発行に伴い通用停止、その後天保3年（1832年）に天保二朱判、万延元年（1860年）に万延二朱判が発行された。万延二朱判は後に明治二朱判と改名して明治2年（1869年）まで鋳造されている。

## 元禄二朱判
元禄二朱判（げんろくにしゅばん）は元禄小判と同品位であり、量目が1/8につくられており本位金貨的性格を有する。慶長金の時代は、一分判より低額の計数貨幣は寛永通寳一文銭しかなく、一分は公定相場で一貫文に相当するため高額貨幣と小額貨幣の中間に相当する計数貨幣が無く、甚だ使い勝手が悪いため、「二朱」という額面は歓迎されるものであった。しかし幕府は慶長金回収を促進するため、二朱判への両替は元禄金に限るという策を講じた。

## 天保二朱判

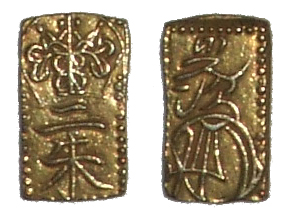
天保二朱判

天保二朱判（てんぽうにしゅばん）は天保3年9月3日（1832年9月26日）から鋳造が始まり同年10月24日（11月16日）より通用開始され、これは保字金銀発行前のことであり、新文字金銀の系統に属するもので、量目は新文字小判（文政小判）の1/8につくられているが、金品位は48%削減されており、甚だ低く改鋳による出目獲得を目的としている。後の天保小判に対しても含有金量で著しく劣る低品位であったが、当時銭相場が低下しつつあり少額金貨が便利とされ万延年間まで使用されたため発行高は多額に上り、小判のような本位金貨を凌駕するに至った。
吹替えにより幕府が得た出目（改鋳利益）は1,018,300両であった。
通用停止は慶応2年5月末（1866年7月11日）であり、通用期間は比較的長いものであった。

## 万延二朱判

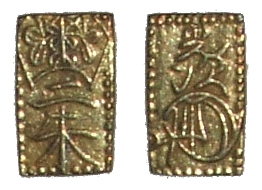
万延二朱判

万延二朱判（まんえんにしゅばん）は万延元年4月10日（1860年5月30日）より通用開始された万延二分判と同品位で1/4の量目につくられており万延二分判と伴に事実上本位貨幣的地位の主導権を握っていたといえる。万延二分判と同様、万延小判より純金量が劣る改鋳による出目獲得を目的とした貨幣である。江戸時代の金貨としては最も薄小なもので、使い勝手が悪いためか、鋳造量は伸びなかった。
通用停止は古金銀停止の明治7年（1874年）9月末であった。

## 一覧（鋳造開始・品位・量目・鋳造量）
| 名称       | 鋳造開始            | 規定品位 分析品位（造幣局）           | 規定量目                | 鋳造量                            |
| ---------- | ------------------- | ------------------------------------- | ----------------------- | --------------------------------- |
| 元禄二朱判 | 元禄10年 （1697年） | 七十六匁七分位 金56.3%/銀43.2%/雑0.5% | 0.595匁 （2.23グラム）  | 200,000両 （1,600,000枚）         |
| 天保二朱判 | 天保3年 （1832年）  | 百五十匁位 金29.88%/銀69.74%/雑0.38%  | 0.4375匁 （1.64グラム） | 12,883,700両1分 （103,069,602枚） |
| 万延二朱判 | 万延元年 （1860年） | 二百匁位 金22.93%/銀76.73%/雑0.34%    | 0.2匁 （0.75グラム）    | 3,140,000両 （25,120,000枚）      |